# Бекон
Бекон (на английски: bacon, бейкън) е слабо осолено или солено-пушено свинско месо с тънък
пласт сланина от специално отглеждани за целта млади прасета. Беконът се взима от корема на прасето. Често се бърка със сланината, която се взима от гърба на прасето и има различен вид, състав и вкус. Британският и канадският бекон също се взимат от гърба на прасето, но съдържат основно месо и само тънка ивица сланина.
Беконът се характеризира с висока калоричност, засища добре организма на човека. Традиционно се използва при приготвяне на омлети, американска и английска закуска, пица и други ястия, след термична обработка. Консумира се също и без термична обработка, предимно за ордьоври (включително за направа на руло), плата и сандвичи. Често се използва за шпиковане на сухи меса (предимно дивечови) при печене, отдавайки им от мазнината която съдържа.
Освен осолен и пушен, може да бъде и солено-варен и консервиран.